# IC 4397
IC 4397 је спирална галаксија у сазвјежђу Волар која се налази на листи објеката дубоког неба у Индекс каталогу.
Деклинација објекта је + 26° 24' 46" а ректасцензија 14h 17m 58,7s. Привидна величина (магнитуда) објекта IC 4397 износи 13,4 а фотографска магнитуда 14,2. IC 4397 је још познат и под ознакама UGC 9150, MCG 5-34-12, CGCG 163-18, KUG 1415+266, IRAS 14156+2638, PGC 51073.